# Dusko Goykovich
Dušan (Duško) Gojković (Jajce, 14 oktober 1931 – München, 5 april 2023), ook bekend onder de artiestennaam Dusko Goykovich, was een Servische jazztrompettist, -bugelist, arrangeur en orkestleider.

## Biografie
Goykovich leerde de trompet voor het eerst kennen in de folkloristische omgeving van zijn vaderland en studeerde begin jaren 1950 muziek en filosofie aan de muziekacademie in Belgrado. Van 1951 tot 1955 behoorde hij tot het plaatselijke radiodansorkest. Na een korte tijd bij de Frankfurt All Stars ging hij in 1956 naar Max Greger en in 1957 naar Kurt Edelhagen. Na een eerste verblijf in de Verenigde Staten tijdens het Newport Jazz Festival in 1958 bij de International Youth Band van Marshall Brown, werkte hij voor Albert Mangelsdorff en het jazzensemble van de Hessischer Rundfunk in 1959 en speelde hij opnieuw in de bigbands van Edelhagen, Herb Pomeroy, Maynard Ferguson en Woody Herman, onderbroken door zijn studies aan de Berklee School of Music in Boston (vanaf 1961).
Goykovich keerde in 1966 terug naar Duitsland en richtte daar zijn International Quintet op in Keulen. In 1967 was hij de leider van de jazzcombo in Gunther Schuller's third stream-opera The Visitation, die werd uitgevoerd in de Hamburg Opera en The Met in New York. Hij woont sinds 1968 in München en is o.a. als solist werkzaam in de Kenny Clarke/Francy Boland Big Band, met Heinz von Hermann, Peter Herbolzheimer, The George Gruntz Concert Jazz Band, Joe Haider en Nicolas Simion en als leider van eigen bands (inclusief Soul Connection). In 2004 nam hij zijn cd A Handful of Soul op met een internationale All Star Big Band in Belgrado. Zijn album Samba Tzigane werd uitgebracht in 2006. Een concert werd gehouden in Belgrado ter gelegenheid van zijn 75e verjaardag. Hij formeerde ook zijn Munich Big Band als talentenfabriek en ontmoetingspunt voor lokale muzikanten. Vanaf 1987 was hij zeven jaar verantwoordelijk voor het Bavarian State Youth Jazz Orchestra en gaf hij les op jazzscholen in München en Bern.

## Onderscheidingen
Goykovich werd in 1998 onderscheiden met de Schwabinger Art Prize. Nadat zijn live-cd The Brandenburg Concert met de Brandenburg Symphoniker werd uitgebracht in 2013, ontving hij de Echo Jazz in mei 2014 als eerbetoon aan zijn levenswerk. In 2015 onderscheidde de Beierse hoofdstad hem met de München Music Prize voor zijn uitstekende algehele uitvoering.

## Discografie
- 1961: Dusko Goykovich International Jazz Octet with Kenny Clarke (met Francy Boland, Heinz Kretzschmar, Bubi Aderhold, Derek Humble, Karl Drewo, Jean Warland)
- 1966: Belgrade Blues (RTB (Produkcija gramofonskih plocha Radio-televizije Beograd) met Sal Nistico en Carl Fontana)
- 1966: Swinging Macedonia (Enja Records met Nathan Davis, Eddie Busnello, Mal Waldron, Peter Trunk, Cees See)
- 1970: As Simple As It Is – Live at the Domicile Munich (MPS Records met Ferdinand Povel, Larry Vuckovich, Isla Eckinger, Clarence Becton)
- 1971: Emergency: Emergency (met Hanuš Berka)
- 1971: After Hours (Enja 1971, met Tete Montoliu, Rob Langereis, Joe Nay)
- 1977: Dusko Goykovich & Roland Kovac Wunderhorn (Selected Sound)
- 1979: Duško Goykovich & Branislav Kovačev Trumpets & Rhythm Unit (met Pero Ugrin, Stjepko Gut, Ladislav Fidri, Bora Roković, Kresimir Rameta)
- 1987: Celebration (DIW Records) met Kenny Drew sr., Jimmy Woode, Al Levitt
- 1992/1994: Balkan Blue (met Wolfgang Schlüter, Bora Roković, František Uhlíř, Bruno Castellucci en de NDR-Philharmonie resp. Gianni Basso, Peter Michelich, Martin Gjakonovski, Kruno Levacicu)
- 1993: Dusko Goykovich Soul Connection (met Jimmy Heath, Tommy Flanagan, Eddie Gomez, Mickey Roker)
- 1995: Dusko Goykovich & Gianni Basso Quartet Live at Birdland (met Peter Michelich, Alvin Queen, Luigi Trussardi)
- 1997: Munich Serenade (met Peter Mihelich, Yasuhiko Satō und Masahiko Osaka)
- 2000: In My Dreams (met Bob Degen, Isla Eckinger, Jarrod Cagwin)
- 2006: Samba Tzigane (met Ferenc Snétberger, Márcio Tubino, Céline Rudolph, Martin Gjakonovski, Jarrod Cagwin)
- 2008: Summit Octet
- 2011: Tight But Loose (Organic Music, met Scott Hamilton)
- 2013: The Brandenburg Concert (Enja Records, met Peter King, Martin Gjakonovski, Renato Chicco, Vladimir Kostadinovic en de strijkers van de Brandenburger Symphoniker)
- 2018: RE:BOP (Enja Records, met Jesse Davis, Dado Moroni, Mads Vinding en Alvin Queen)